# Teagueia cymbisepala
Teagueia cymbisepala är en orkidéart som beskrevs av Carlyle August Luer och L.Jost. Teagueia cymbisepala ingår i släktet Teagueia och familjen orkidéer. Inga underarter finns listade i Catalogue of Life.